# Turkije op het Eurovisiesongfestival
Turkije deed tussen 1975 en 2012 mee aan het Eurovisiesongfestival.

## De balans
Turkije was lange tijd niet erg succesvol op het Eurovisiesongfestival. Tot 2003 werden er slechts drie plaatsen in de top 10 behaald. De 25e deelname keerde het tij enigszins toen Everyway that I can van Sertab Erener het Eurovisiesongfestival 2003 won. Tot 2002 werd de kandidaat gekozen via de preselectie Eurovision Şarkı Yarışması.
Sinds de invoering van televoting in 1998 werden de resultaten van Turkije gemiddeld gezien beter dan daarvoor. Opvallend is dat het land veel punten krijgt van landen met veel Turkse immigranten, zoals Duitsland, België en Nederland. Verder bedeelt Bosnië en Herzegovina Turkije vaak met bovengemiddelde punten. Turkije kon er lange tijd op rekenen geen punten te krijgen van Griekenland en (het Griekssprekende deel van) Cyprus. Pas in 1997 gaf Griekenland de eerste punten aan Turkije en voor Cyprus duurde dat tot 2003. Sinds de invoering van televoting gaven beide landen vaker punten aan Turkije, en andersom.

## Overzicht

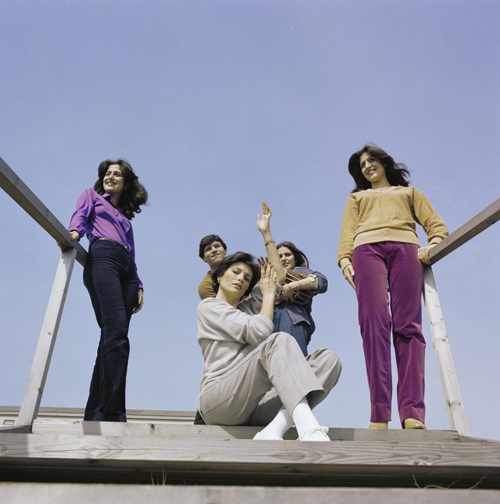
Ajda Pekkan in Den Haag (1980)

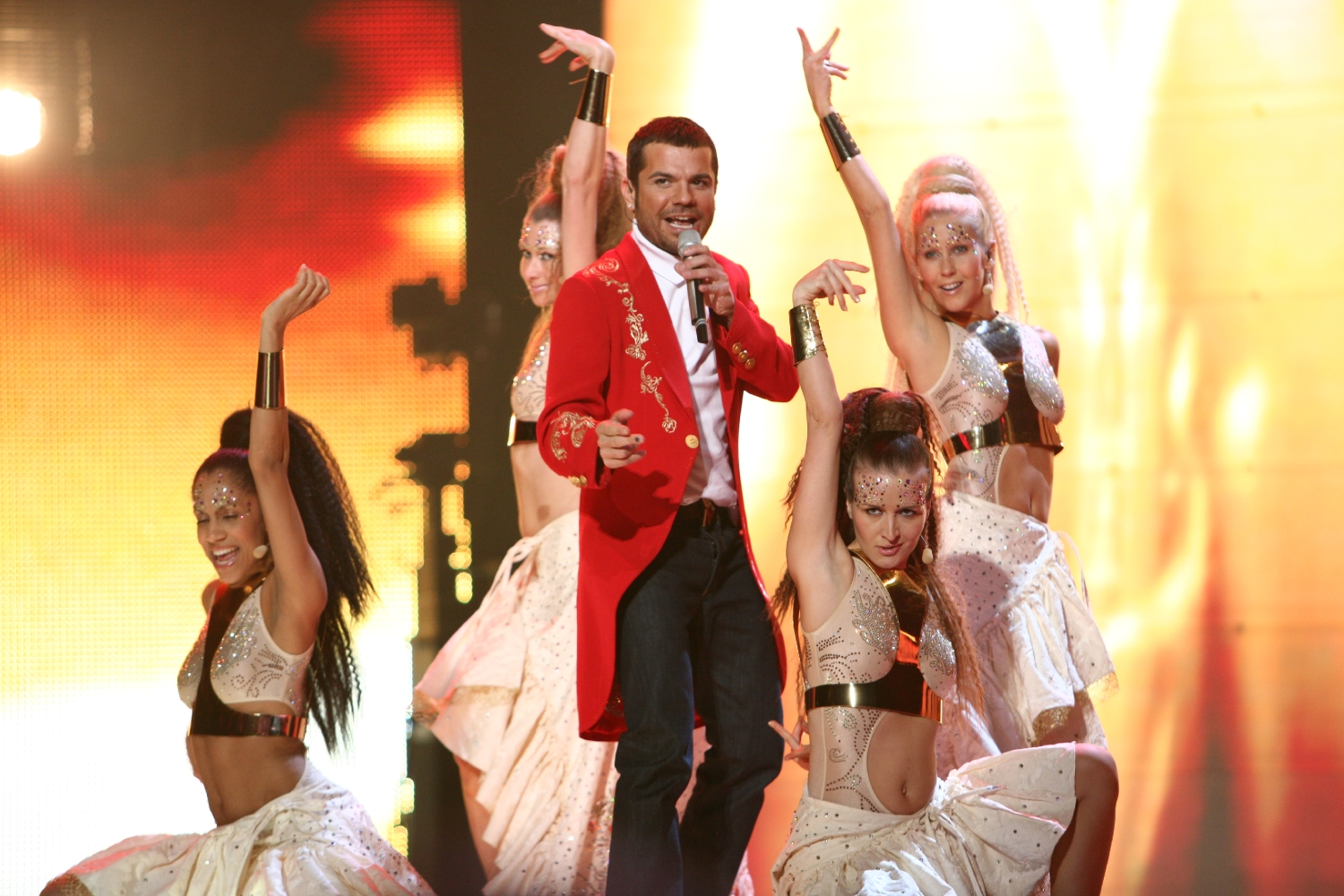
Kenan Doğulu in Helsinki (2007)

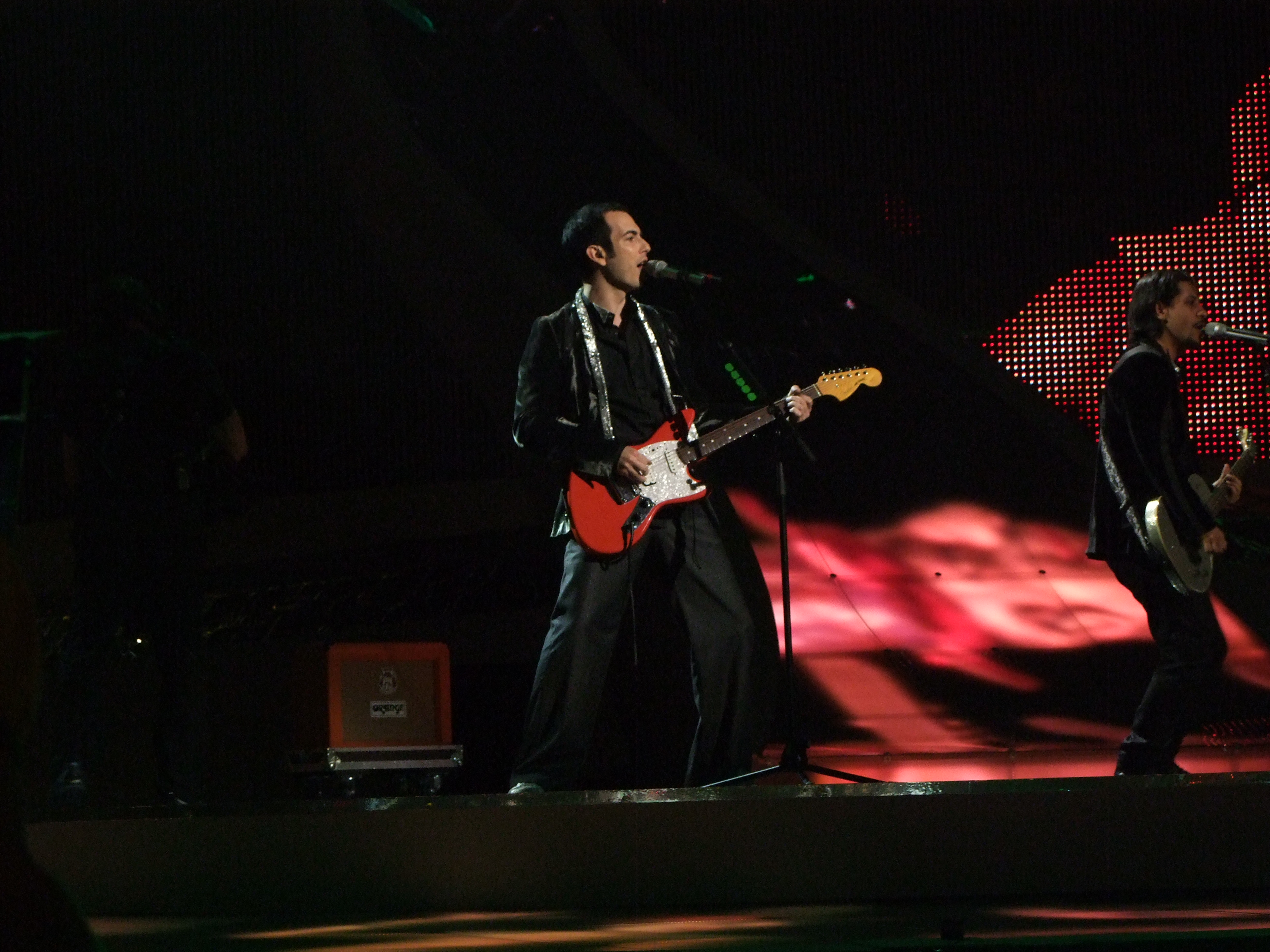
Mor ve Ötesi in Belgrado (2008)

De eerste deelname in 1975 leverde voor Semiha Yankı een laatste plaats op. In 1976 en 1977 zag het land van deelname af. Dit vanwege de deelname van "politieke aartsrivaal" Griekenland. In 1978 echter verschenen desondanks beide landen aan de start. In 1979 trokken de Turken hun kandidaat onder druk van de Arabische wereld terug omdat het festival in Israël plaatsvond.
Turkije was in de jaren 80 elk jaar van de partij. In 1983 en 1987 bleef het land puntloos. In 1986 werd voor het eerst een plaats in de top 10 behaald, en wel een 9e.
Het begin van de jaren 90 verschilde wat betreft resultaten niet veel met de jaren 80 en in 1994 moest Turkije zelfs een jaar thuisblijven na een slecht resultaat. In 1997 deed Şebnem Paker voor een tweede maal mee met  Dinle en dit liedje eindigde op de derde plaats. Turkije kreeg daarbij onder andere 12 punten uit Duitsland, waar dat jaar op proef televoting werd toegepast. Het zou in de jaren daarna blijken dat Turkije vaak profiteert van hoge punten uit landen met veel Turkse immigranten, waaronder behalve Duitsland ook Nederland, Zwitserland, Oostenrijk, Frankrijk, België en het Verenigd Koninkrijk. Toch kwam Turkije in 1998 en 1999 niet verder dan de middenmoot.
Het nieuwe decennium werd goed ingezet met een tiende en elfde plaats, maar in 2003 was het pas echt prijs toen Sertab Erener met het nummer Everyway that I can het festival op haar naam schreef en zo het liedjescircus voor het eerst naar Turkije haalde. Het was de eerste keer dat er rechtstreeks een kandidaat werd aangeduid en ook dat er in het Engels gezongen werd. Een jaar later in Istanboel werd de overwinning goed verdedigd door ska-band Athena die een vierde plaats behaalde met het lied For real. In 2005 eindigde zangeres Gülseren als dertiende. Hierdoor moest Turkije in 2006 aan de halve finale meedoen. Zangeres Sibel Tüzün vertegenwoordigde Turkije in Athene en haalde de elfde plaats in de finale.
In 2007 werd Turkije vertegenwoordigd door het poplied Shake it up Şekerim van zanger Kenan Doğulu. Turkije werd derde in de halve finale en vierde in de finale. In 2008 deed Turkije voor de dertigste keer mee aan het songfestival, waarbij het land op de zevende plaats eindigde met Deli van de band Mor ve Ötesi.
Hadise vertegenwoordigde Turkije in 2009 in Moskou, met het nummer Düm Tek Tek. Ze werd hiervoor intern geselecteerd door TRT in oktober 2008. Hadise bereikte de finale en eindigde uiteindelijk op een vierde plaats, met een totaal aan 177 punten - het op een na hoogste puntenaantal dat Turkije ooit behaalde. Noorwegen, IJsland en Azerbeidzjan gingen Turkije vooraf.
In 2010 ging de groep MaNga voor Turkije naar Oslo, Noorwegen. De groep behaalde 170 punten en kwam daarmee op de tweede plaats terecht, achter het winnende Duitsland. In 2011 slaagde Yüksek Sadakat er niet in om de halve finale te overleven, waardoor Turkije voor het eerst sinds 1994 niet in de finale van het songfestival stond. In 2012 slaagde Can Bonomo er wel in de finale te halen, waar hij uiteindelijk de zevende plaats behaalde.
In 2013 trok Turkije zich terug van het Eurovisiesongfestival, omdat de startvolgorde niet langer via loting bepaald zou worden, maar naar inzicht van de producenten, met het oog op een afwisselend programma. Na de overwinning van Conchita Wurst in 2014 gaf het land zelfs aan het festival voorgoed vaarwel te zeggen.

## Turkse deelnames
| Jaar | Artiest                     | Titel                    | Fin. | Ptn. | Semi | Ptn. | Taal            |
| ---- | --------------------------- | ------------------------ | ---- | ---- | ---- | ---- | --------------- |
| 1975 | Semiha Yankı                | Seninle bir dakika       | 19   | 3    |      |      | Turks           |
| 1978 | Nilüfer & Nazar             | Sevince                  | 18   | 2    |      |      | Turks           |
| 1980 | Ajda Pekkan                 | Pet'r oil                | 15   | 23   |      |      | Turks           |
| 1981 | Modern Folk Trio & Ayşegül  | Dönme dolap              | 18   | 9    |      |      | Turks           |
| 1982 | Neco                        | Hani?                    | 15   | 20   |      |      | Turks           |
| 1983 | Çetin Alp & The Short Waves | Opera                    | 19   | 0    |      |      | Turks           |
| 1984 | Beş Yıl Önce On Yıl Sonra   | Halay                    | 12   | 37   |      |      | Turks           |
| 1985 | MFÖ                         | Didai didai dai          | 14   | 36   |      |      | Turks           |
| 1986 | Klips ve Onlar              | Halley                   | 9    | 53   |      |      | Turks           |
| 1987 | Seyyal Taner & Lokomotif    | Şarkım sevgi üstüne      | 22   | 0    |      |      | Turks           |
| 1988 | MFÖ                         | Sufi                     | 15   | 37   |      |      | Turks           |
| 1989 | Pan                         | Bana bana                | 21   | 5    |      |      | Turks           |
| 1990 | Kayahan                     | Gözlerinin hapsindeyim   | 17   | 21   |      |      | Turks           |
| 1991 | İzel, Reyhan & Can          | İki dakika               | 12   | 44   |      |      | Turks           |
| 1992 | Aylin Vatankoş              | Yaz bitti                | 19   | 17   |      |      | Turks           |
| 1993 | Burak Aydos                 | Esmer yarim              | 21   | 10   |      |      | Turks           |
| 1995 | Arzu Ece                    | Sev                      | 16   | 21   |      |      | Turks           |
| 1996 | Şebnem Paker                | Beşinci mevsim           | 12   | 57   |      |      | Turks           |
| 1997 | Şebnem Paker & Grup Etnik   | Dinle                    | 3    | 121  |      |      | Turks           |
| 1998 | Tüzmen                      | Unutamazsın              | 14   | 25   |      |      | Turks           |
| 1999 | Tuba Önal & Grup Mistik     | Dön artık                | 16   | 21   |      |      | Turks           |
| 2000 | Pınar Ayhan & Grup SOS      | Yorgunum anla            | 10   | 59   |      |      | Turks en Engels |
| 2001 | Sedat Yüce                  | Sevgiliye son            | 11   | 41   |      |      | Turks en Engels |
| 2002 | Buket Bengisu & Grup Safir  | Leylaklar soldu kalbinde | 16   | 29   |      |      | Turks en Engels |
| 2003 | Sertab Erener               | Everyway that I can      | 1    | 167  |      |      | Engels          |
| 2004 | Athena                      | For real                 | 4    | 195  | X    | X    | Engels          |
| 2005 | Gülseren                    | Rimi rimi ley            | 13   | 92   | X    | X    | Turks           |
| 2006 | Sibel Tüzün                 | Süper star               | 11   | 91   | 8    | 91   | Turks en Engels |
| 2007 | Kenan Doğulu                | Shake it up şekerim      | 4    | 163  | 3    | 197  | Engels          |
| 2008 | Mor ve Ötesi                | Deli                     | 7    | 138  | 7    | 85   | Turks           |
| 2009 | Hadise                      | Düm tek tek              | 4    | 177  | 2    | 172  | Engels          |
| 2010 | MaNga                       | We could be the same     | 2    | 170  | 1    | 118  | Engels          |
| 2011 | Yüksek Sadakat              | Live it up               | X    | X    | 13   | 47   | Engels          |
| 2012 | Can Bonomo                  | Love me back             | 7    | 112  | 5    | 80   | Engels          |

| Kleur | Betekenis      |
| ----- | -------------- |
|       | Eerste plaats  |
|       | Tweede plaats  |
|       | Derde plaats   |
|       | Laatste plaats |
|       | Gastland       |

## Gegeven en gekregen punten
In de periode 1975-2012. Punten gegeven in de halve finales zijn in deze tabellen niet meegerekend.
| Plaats | Land                  | Punten |
| ------ | --------------------- | ------ |
| 1      | Bosnië en Herzegovina | 129    |
| 2      | Verenigd Koninkrijk   | 126    |
| 3      | Ierland               | 119    |
| 4      | Spanje                | 118    |
| 5      | Duitsland             | 86     |

| Plaats | Land        | Punten |
| ------ | ----------- | ------ |
| 1      | Duitsland   | 170    |
| 2      | Frankrijk   | 151    |
| 3      | Nederland   | 132    |
| 4      | België      | 108    |
| 5      | Zwitserland | 104    |

### Twaalf punten gegeven aan Turkije
| Aantal | Land                  | Wanneer                                  |
| ------ | --------------------- | ---------------------------------------- |
| 7      | Frankrijk             | 2000, 2004, 2005, 2006, 2007, 2009, 2010 |
| 6      | Duitsland             | 1997, 1998, 1999, 2004, 2006, 2007       |
| 6      | Nederland             | 2000, 2003, 2004, 2005, 2006, 2007       |
| 4      | Azerbeidzjan          | 2008, 2009, 2010, 2012                   |
| 4      | België                | 2003, 2004, 2007, 2009                   |
| 2      | Bosnië en Herzegovina | 1997, 2003                               |
| 2      | Verenigd Koninkrijk   | 2007, 2009                               |
| 2      | Zwitserland           | 1985, 2009                               |
| 1      | Joegoslavië           | 1986                                     |
| 1      | Kroatië               | 2010                                     |
| 1      | Marokko               | 1980                                     |
| 1      | Noord-Macedonië       | 2009                                     |
| 1      | Oostenrijk            | 2003                                     |
| 1      | Spanje                | 1997                                     |

### Twaalf punten gegeven door Turkije
(Vetgedrukte landen waren ook de winnaar van dat jaar.)
| Jaar | Land                | Jaar | Land                  | Jaar | Land                  |
| ---- | ------------------- | ---- | --------------------- | ---- | --------------------- |
| 1975 | Portugal            | 1989 | Joegoslavië           | 2003 | Bosnië en Herzegovina |
| 1976 | Geen deelname       | 1990 | Joegoslavië           | 2004 | Oekraïne              |
| 1977 | Geen deelname       | 1991 | Israël                | 2005 | Griekenland           |
| 1978 | Israël              | 1992 | Ierland               | 2006 | Bosnië en Herzegovina |
| 1979 | Geen deelname       | 1993 | Bosnië en Herzegovina | 2007 | Armenië               |
| 1980 | Nederland           | 1994 | Geen deelname         | 2008 | Azerbeidzjan          |
| 1981 | Duitsland           | 1995 | Noorwegen             | 2009 | Azerbeidzjan          |
| 1982 | Duitsland           | 1996 | Verenigd Koninkrijk   | 2010 | Azerbeidzjan          |
| 1983 | Joegoslavië         | 1997 | Malta                 | 2011 | Azerbeidzjan          |
| 1984 | Spanje              | 1998 | Verenigd Koninkrijk   | 2012 | Azerbeidzjan          |
| 1985 | Spanje              | 1999 | Duitsland             |      |                       |
| 1986 | België              | 2000 | Zweden                |      |                       |
| 1987 | Joegoslavië         | 2001 | Estland               |      |                       |
| 1988 | Verenigd Koninkrijk | 2002 | Oostenrijk            |      |                       |

(j) = vakjury; (t) = televoting
1975 · 1976-1977 · 1978 · 1979 · 1980 · 1981 · 1982 · 1983 · 1984 · 1985 · 1986 · 1987 · 1988 · 1989 · 1990 · 1991 · 1992 · 1993 · 1994 · 1995 · 1996 · 1997 · 1998 · 1999 · 2000 · 2001 · 2002 · 2003 · 2004 · 2005 · 2006 · 2007 · 2008 · 2009 · 2010 · 2011 · 2012 · 2013-2025